# ビッチュウフウロ
ビッチュウフウロ（備中風露、学名: Geranium yoshinoi）は、フウロソウ科フウロソウ属の多年草。別名、キビフウロ。

## 特徴
根出葉は少数あり、葉柄は長さ30cmになる。茎は高さ40-80cmになり、細く、よく分枝し、茎や葉柄に下向きの短い伏した毛が生える。茎葉はふつう対生し、葉身は円形から腎形で、幅5-12cm、掌状に4分の3から6分の5まで5-7裂し、裂片は菱形になり、さらに切れ込む。葉の表面と裏面の葉脈上に伏した毛が生える。葉柄の基部の托葉は草質、卵形で長さ約4mmになり、ふつう合生する。	
花期は8-11月。花は淡紅紫色で径2cm、細長い茎先または枝先に2個ずつつき、花序柄と花柄に下向きの伏した毛が生える。萼片は5個あり、長さ5-6mm、縦に3-5脈があり、先端は芒状にとがり、外面の脈上に伏した毛が生える。花弁は5個あり、萼片より長く、濃色の脈が網の目状に広がり、花弁基部の内側に白色の長い軟毛が散生する。雄蕊は10個あり、葯は青紫色から淡青紫色になる。雌蕊は1個で、花柱合生部の先端の花柱分枝は長さ3-3.5mmになる。果実は分果で、長さ1.5-2cmになり、微細な毛が生える。染色体数は2n=28。

## 分布と生育環境
日本固有種。本州の福井県、長野県、東海地方、近畿地方北部、中国地方に分布し、山地の湿性草地や湿原の周囲、湿地に生育する。

## 名前の由来
和名ビッチュウフウロは、「備中風露」の意。岡山県の植物研究者である吉野善介 (1877 - 1964) が1910年に発見し、基準標本を採集したのが、旧備中国である岡山県阿哲郡本郷村（同郡哲多町を経て、現新見市）であることからであるが、中井猛之進 (1912) による原著論文によると、はじめ吉野善介によって「ビッチュウフウロソウ」と仮称されていた。
種小名（種形容語）yoshinoi は、吉野善介への献名である。

## 種の保全状況評価
国（環境省）でのレッドデータブック、レッドリストの選定はない。都道府県のレッドデータ、レッドリストの選定状況は、次の通りとなっている。福井県-要注目、長野県-絶滅危惧IB類(EN)、岐阜県-準絶滅危惧、愛知県-絶滅危惧IB類(EN)、滋賀県-絶滅危惧増大種、京都府-絶滅危惧種、兵庫県-Aランク、鳥取県-絶滅危惧II類(VU)、島根県-絶滅危惧II類(VU)、岡山県-準絶滅危惧。

## 類似種
同属のイヨフウロ Geranium shikokianum Matsum. (1901) var. shikokianumに似るが、生育環境や大きさなどが異なる。イヨフウロは、山地の草地に生育し、茎、花序柄、花柄に開出毛か下向きの長毛が生え、花の径は2.5-3cmと大きく、花弁基部の縁にのみ白色の軟毛が生える。一方、本種は、山地の湿性草地や湿原周囲に生育し、茎、花序柄、花柄に下向きの伏した短い毛が生え、花の径は約2cmで、同種と比べれば小さく、花弁基部の内側に白色の軟毛が散生する。

## ギャラリー

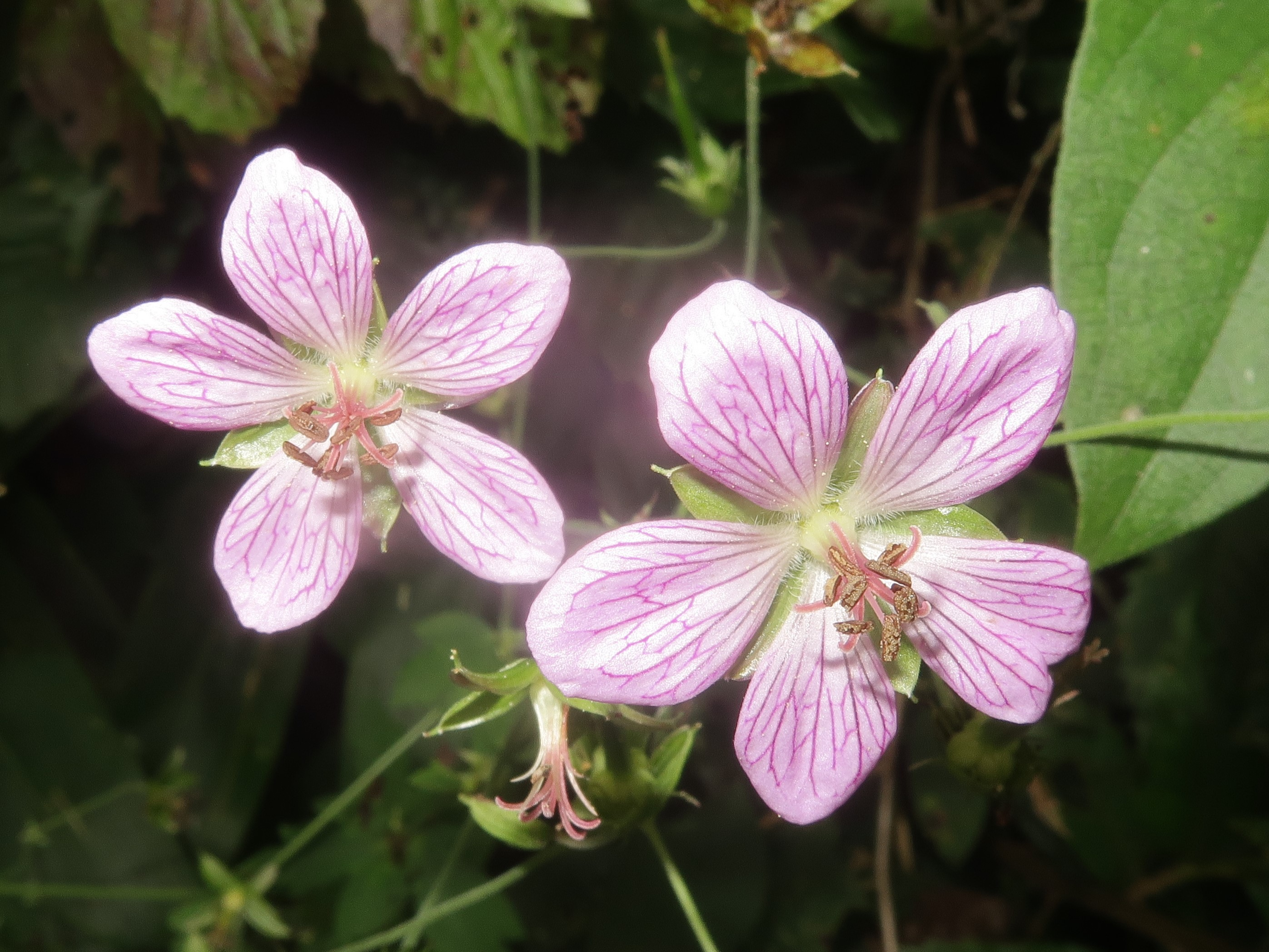
花は淡紅紫色で、濃色の脈が網の目状に広がり、花弁基部の内側に白色の長い軟毛が散生する。
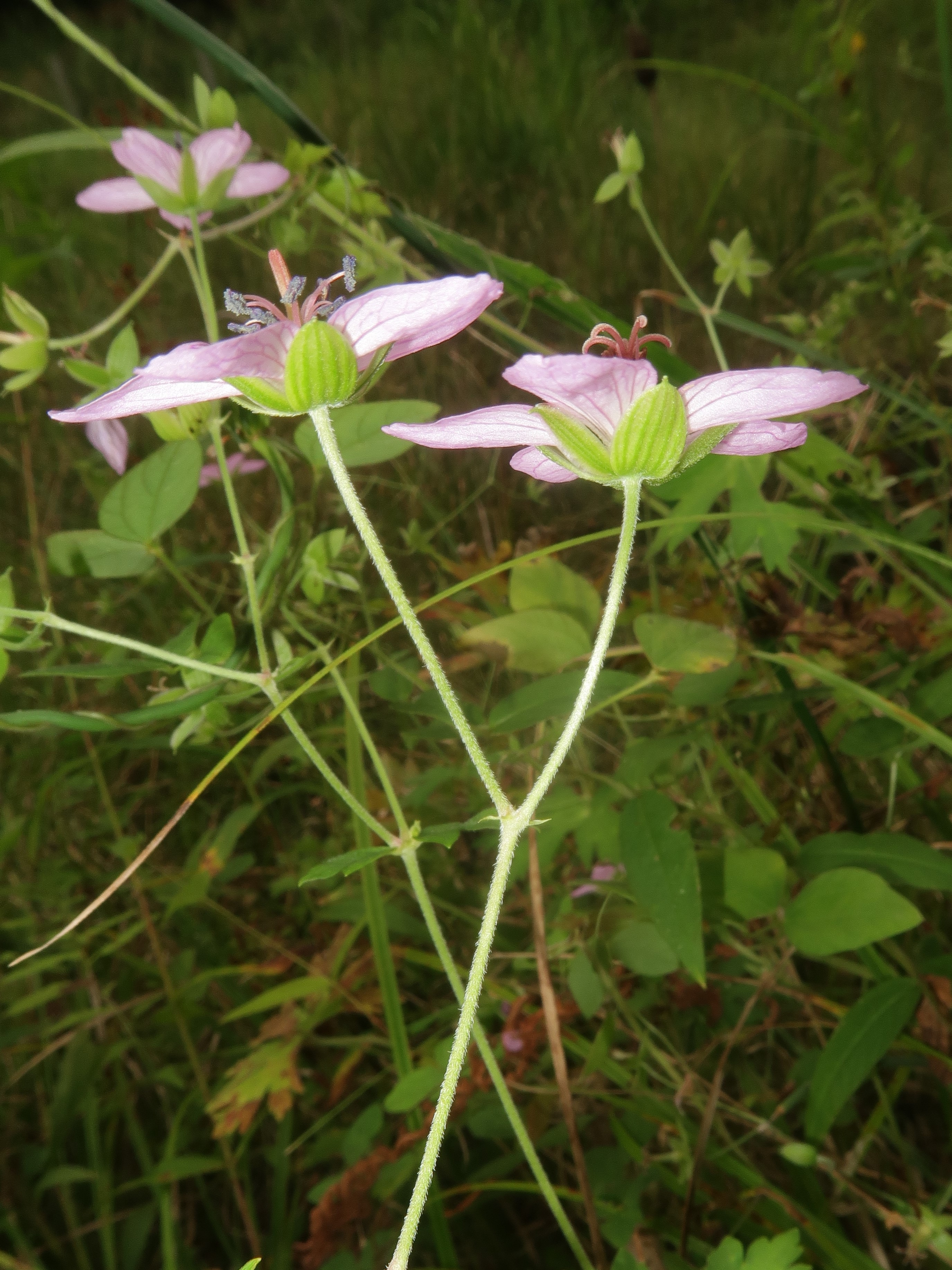
花は細長い茎先または枝先に2個ずつつき、花序柄と花柄に下向きの伏した毛が生える。
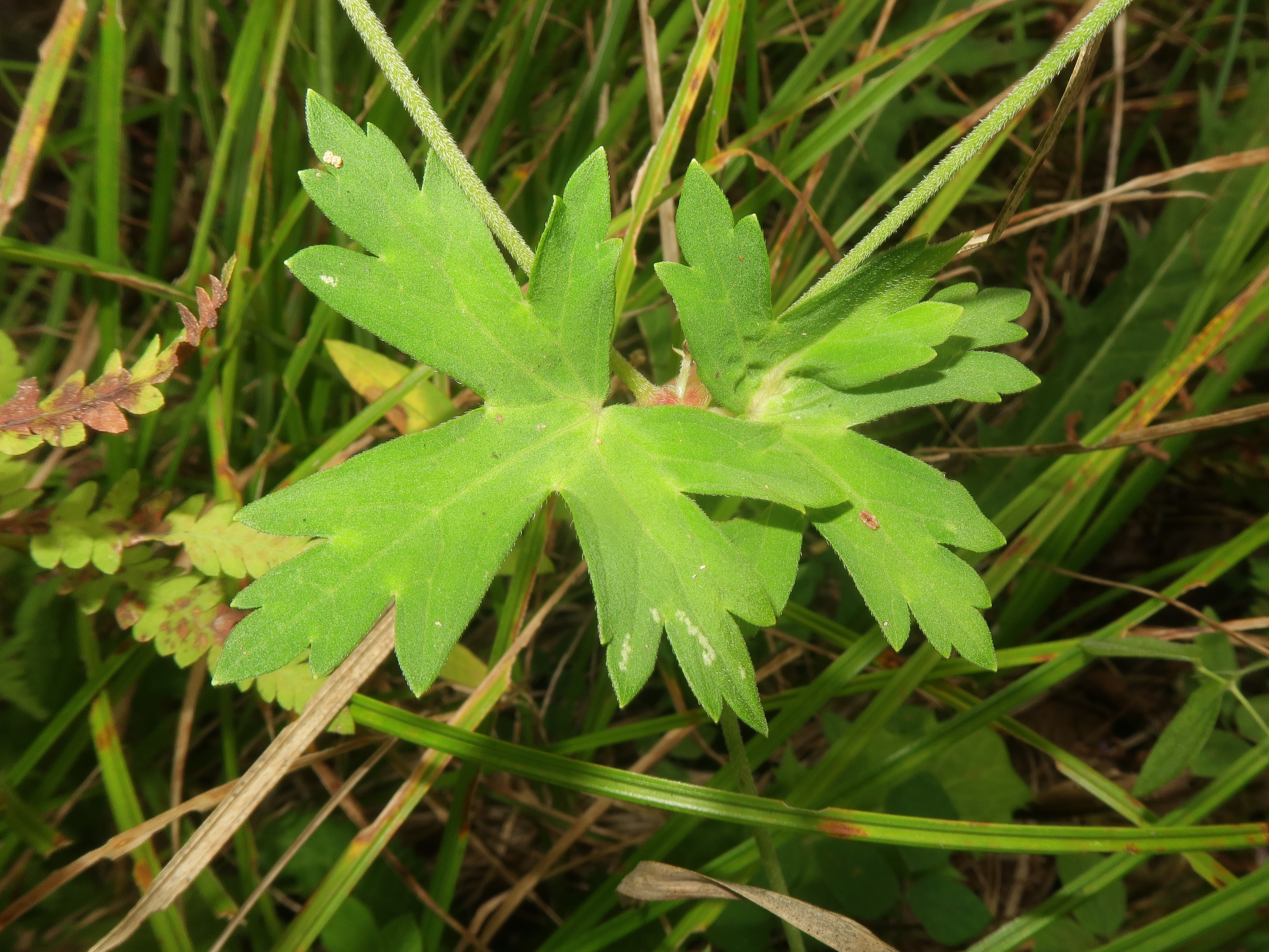
茎葉はふつう対生し、葉身は円形から腎形で、5-7中-深裂し、裂片は菱形になり、さらに切れ込む。
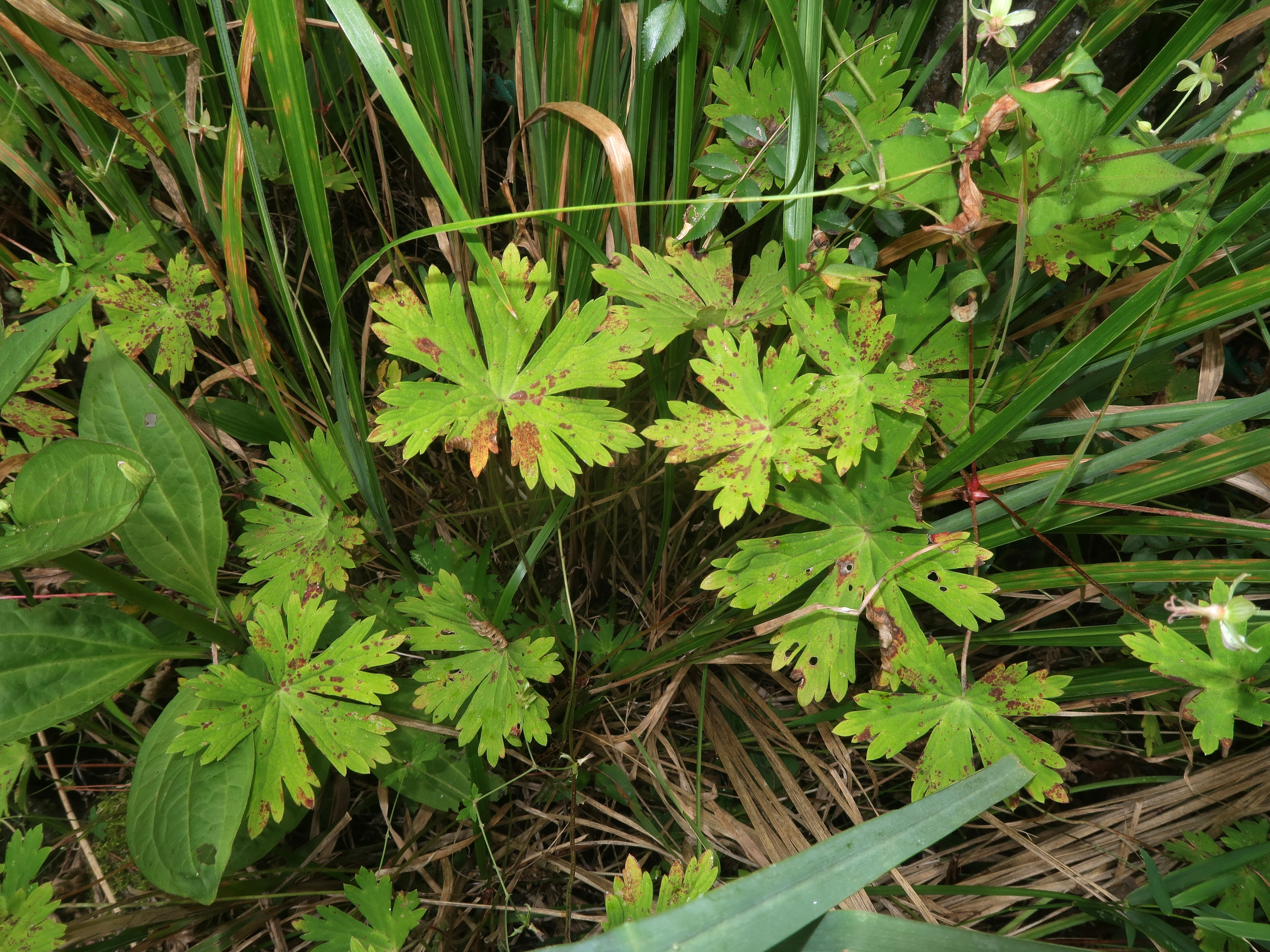
根出葉。
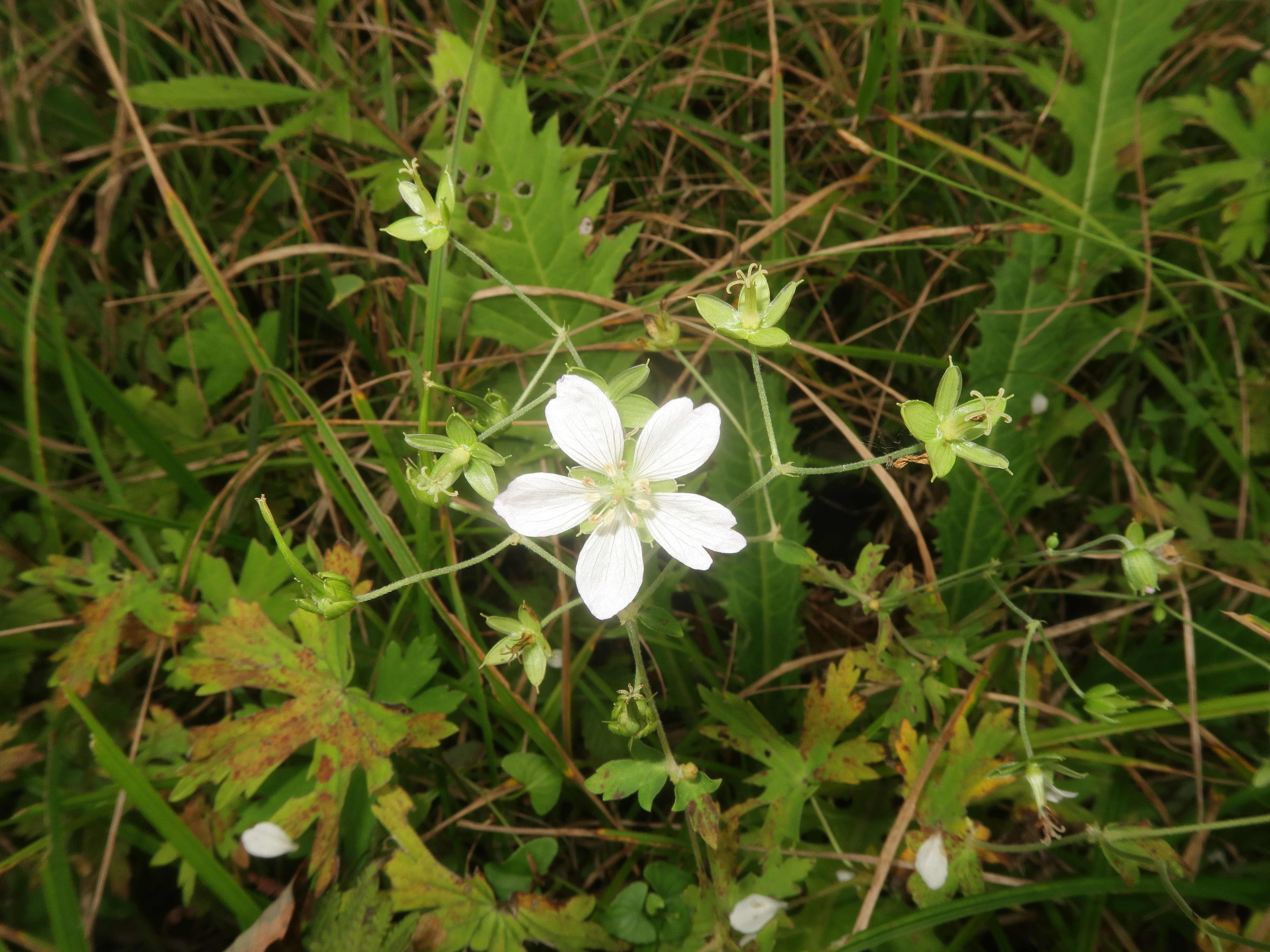
白花のもの。